# 學級王山崎
《學級王山崎》是日本漫畫家樫本學原作的搞笑漫畫。在1995年9月號到2001年2月號的《快樂快樂月刊》雜誌上連載，全12卷。也曾改編為電視動畫和電視遊戲。動畫由Magic Bus製作。

## 概要
繼承山崎家的山崎以成為班霸為目標，轉學到冠町的冠學園6年3班。同學、教師、山崎家的家人們被山崎引起的騷動捲入的搞笑漫畫。

## 登場人物

### 山崎一家
- 山崎

配音：熊井統子（日本）；蔡惠萍（香港）；汪世瑋（台灣）
主角，除了姓氏之外名字不詳，為YAMAZAKI王國的王子，打算要征服冠町的冠學園。頭頂上有立起三根尖頂的王冠，在初期設定與原畫上有著異常濃密的厚嘴唇與粗眉毛。因為父母長期在外旅行，平常交由祖父母照料生活。
偶而在平常的時候因為有著想要讓事業成功並成為有錢人的想法，但因為太過自信最後導致失敗的結果。時常會給周遭的人麻煩，也因此常常發生包含自己在內的無理暴力、吐槽和流血等等的事件。擁有珠算七級合格證明，曾發生自稱有「A級駕照」就想違法駕駛公車的事情。曾有一邊想製作「月刊快便の友」的書刊、一邊在成為有錢人時，想要得到把王國中不同種類的馬桶視為重要的東西而獲得「脫糞王」的稱號，然後當要開始著手進行自己的邪惡計畫時多數會戴上眼鏡，擅長的絕招是山崎飛踢。
基本上設定為傻瓜主角，無論是家人和渡邊軍團、苦院エリカ等人總是會針對其設定加以吐槽。此外也喜歡說些低級的單字與推託麻煩事，有自己專屬問候語「胸部早（早安）」（香港譯作「早晨啦啦」）、「胸部再見（再見）」（香港譯作「拜拜啦啦」）等。第一人稱為「わがはい」，語末助詞經常以「のだ」做為結尾。
曾被番茄給討厭。
完結篇時和長期旅行的雙親重逢，依照山崎王國繼位者必須外出旅行、親手建立王國的傳統，踏上征服世界的旅行。
- 戰士Y超人（Y Man）（学級王戦士Yマン）

自稱為「守護冠町的正義英雄」的神秘人物，其真面目為山崎本人。主要的架式為把腳上一部份的白色緊身褲用手拉到屁股後見到的「Y」的姿勢。
- 婆婆大人/太上嫲嫲（おばば様）

配音：中村大樹（日本）；黃鳳英（香港）
山崎的祖母，有著跟復活節島的摩艾石像一樣陰影深刻的臉，因為眼睛在陰影之下所以無法確認其眼神。生日為2月15日，年紀有175歲，每15年就脫皮一次。另外擁有與怪獸類似且無法用言語溝通的行動與戰鬥力。一般除了「オバ」以外很少說話，但在語末助詞的「オバ」以後才會是一般的對話。
除了會畫漫畫之外，還有驚人的故事創作、作畫等完美的才能。由於因為山崎隨便用了「克莉絲汀·山崎」的筆名投稿給出版社，然後參加漫畫家活動時也由於行程太過密就降板，山崎的代打也就因此失敗告終。
- 骷顱頭浪江（トグロなみえ）

婆婆大人以歌手的身分初次登台的時候使用的名字，原型來自於安室奈美惠。在原作中與ヤマザキウンチ的人氣相同所以一起登場，頭上戴著捲起來的黑色大便帽子，另外身為背景舞者的時候就跟著被大便帽子覆蓋住的扮演渡邊軍團的「スーパーウンチーズ」以「トグロ奈美恵withスーパーウンチーズ」的名義演出。
- 爺爺大人/太上爺爺（おじじ様）

配音：園部啓一（日本）；盧國權（香港）
山崎的祖父，喜歡發明與為自己的發明取名看似是很低級的名稱與形狀的發明王。為了要擁有當代科技的人還無法開發出來的技術（後述），曾認為自己是天才一般的第一名，經常說的口頭禪是「だじょ〜」。
- 大婆婆大人（大おばば様）

婆婆大人的母親。有總是會把和服加上一些裝飾品的習慣，口頭禪為「大——婆婆」。因為修復了在櫃子裡面發現類似杯麵的容器，而跟婆婆大人爭奪。
登場模式不定，有時下個月登場之後於下一個月就不見人影。
- 超婆婆大人（超おばば様）

婆婆大人的祖母，一副原始人的外貌。口頭禪為「チョバ」，嘴巴裡面會射出光線。
與大婆婆大人登場模式不定，同樣是有時下個月登場之後於下一個月就不見人影。
- 噗助

配音：菊地祥子（日本）；陸惠玲（香港）
山崎在長達一個月的便秘之下因突然大量使用通便劑後產生的生命體。曾經一度被水給溶解掉，但在那之後因為有了耐水性就復活過來。
擁有可以變身成戰鬥能力高的「超級噗助」功能，另外還能壓倒近在山崎身邊、且手邊可以發射強力光線的波浪·春雄。另外在「超級噗助」變身時頭頂的突起物伸長的時候會改變身體的顏色。然後「超級噗助」也能改變其外觀，在變成山崎的替身代替本人去上學然後當上學生委員候選人的時候，以壓倒性的差距贏過了拓也。
- 父親大人、母親大人（父上、母上）

於完結篇登場的YAMAZAKI王國的國王與王妃。
山崎曾形容他們的樣貌是「俊男美女的情侶」，但實際上畫風跟主角一樣非常濃密。
雖然已經踏上征服世界的旅行，不過現階段做到的仍然還是觀光旅遊。

### 渡邊軍團
突然來到山崎家的動物軍團，WATANABE為其首領，然後登場的隊員名字均以人類能理解的4個片假名來表示。由於山崎舉辦了秘密的員工旅行，而讓公司生意興榮。但後期不知為何山崎一改初衷，薪水只給500日圓且待遇大致上相當惡劣，有時為了要反抗山崎就裝出偶而忠誠的模樣。故事最後得知全部人都有結婚，且有了孩子。
- WATANABE（ワタナベ）

配音：堀內賢雄（日本）；黎偉明（香港）
一隻狗，體毛為茶色，粗框眼鏡為其特徵。原型為作者飼養的被稱呼為「ロン」的柴犬。經常長嚎，有美人般的母狗太太與跟自己極為相似的小孩所有的身為父親的臉。
負責當山崎遇上危險或麻煩時就趕來幫忙的工作，可是無法派上用場。此外也經常被山崎給使喚，因為積怨成怒就反抗山崎並背叛，結果遭到痛苦對待。曾一度被エリカ給改造、就與噗助展開一場如七龍珠一樣規模的死鬥，此時山崎就以「這是啥漫畫劇情啊？」作為吐槽。
在身為小狗的時候因為下雨天被放入紙箱後丟棄，然後被山崎給撿回來，之後被用來串上甜不辣的弓箭，對於本人而言陷入了苦惱當中。
名字的日文漢字表記為「渡辺」。
- IKETANI（イケタニ）

配音：伊崎壽克（日本）；雷碧娜（香港）
一隻猴子。雖有可以操縱各種交通工具的專長（包含計程車），但因為是猴子所以沒有正式的合格駕照，不過有算盤七級的合格證明。
名字的日文漢字表記為「池谷」。
- OKAMURA（オカムラ）

配音：菊地祥子（日本）；鄺樹培（香港）
一隻鴿子。
雖然是傳信鴿可是卻無法飛行。名字的日文漢字表記為「岡村」。
- NAKAMOTO（ナカモト）

配音：水谷優子（日本）；陸惠玲（香港）
一隻企鵝，有綠色的羽毛，腹部中間有一個蝴蝶結領帶。由於是負責隊員們發洩壓力的工作，所以用的是跟原作一樣把自己當成是沙包的方法。
名字的漢字表記為「中本」。香港譯作「中元」。
- IKARIYA（イカリヤ）

配音：永野廣一（日本）；陳欣（香港）
有著粉紅色樣貌的一頭鱷魚，負責山崎的保鑣與護衛工作。
但是經常與山崎意見分歧，然後也是個旱鴨子。名字的日文漢字表記為「怒谷」。香港譯作「怒八」
- TSUKAHARA（ツカハラ）

配音：園部啓一（日本）；李錦綸（香港）
一頭黃色大象，穿著跟《小松君》登場之大褲衩一樣的四角褲（可以放入許多東西），渡邊軍團中最高大的壯漢。
雖然身形虛弱不過心地善良，擔任渡邊軍團中的怪力擔當，可使出動力發電。
名字的日文漢字表記為「塚原」。
- KUROSAWA（クロサワ）

配音：芝原千彌子（日本）
一頭松鼠，由日本的漫畫讀者公開招募所選出的軍隊隊員之一。擅長爬上橫著的樹枝，喜歡的東西是橡實，渡邊軍團中最矮小的隊員。
名字的日文漢字表記為「黒澤」。
- KOBAYASHI（コバヤシ）

配音：中村大樹（日本）
一頭獅子，紅色鬃毛為其特徵，擔任鬧鐘股長，最喜歡的東西「竟然」是活人。
名字的日文漢字表記為「小林」。
- NISHIYAMA（ニシヤマ）

配音：中村大樹（日本）；郭志權（香港）
一頭袋鼠。頭上戴著頭套，所以可以放入拳擊手套，眼神兇惡。雖然有袋子不過是雄性，在故鄉有妻小。
名字的日文漢字表記為「西山」。香港譯作「里沙特」。
- TAKARADA（タカラダ）

配音：野上尤加奈（日本）；馮錦堂（香港）
一頭黑貓，為偵查與監視股長。常穿著粉紅色的連帽外套，但沒有提供任何回報的紀錄，當遇上對手時也無法派上用場。
名字的日文漢字表記為「寶田」。
- FUKUNAGA（フクナガ）

配音：阪口大助（日本）；袁淑珍（香港）
一頭紫色浣熊，為洗碗股長。經常穿的圍裙為其明顯特徵。
只要一有人說他是浣熊就會大怒，名字的日文漢字表記為「福永」。
- TAKAHASHI（タカハシ）

配音：東沙織（日本）
一隻兔子，只要一聽到悲傷的事情就會哭泣，渡邊軍團中唯一的女性。
名字的日文漢字表記為「高橋」。
- HASEGAWA（ハセガワ）

配音：宇垣秀成（日本）
一頭戴上海盜船長帽的牛，從外觀看是公牛。職業為調理師。因為是一頭牛所以一看到紅色的東西就會興奮起來。
名字的日文漢字表記為「長谷川」。
- HISAMOTO（ヒサモト）

配音：永野廣一（日本）
一頭河馬。由日本的漫畫讀者公開招募所選出的軍隊隊員之一，在嘴巴裡面是一座房子，跟鱷魚IKARIYA不同擅長游泳。
總是會被山崎當作小船的代替品，個性慵懶且相當愛吃，總是瞇瞇眼且打呵欠的時間比誰都還長。
名字的日文漢字表記為「久本」。

### 機器人
- 冒牌山崎（動畫版為機械山崎）（ニセヤマザキ（アニメでは「メカヤマザキ」））

配音：くまいもとこ（日本）；蔡惠萍（香港）；汪世瑋（台灣）
山崎的偽裝機器人。可以在0.2秒內快衝至100公尺，雖然從外表看就是個機器人，但是拓也與同班同學們都不知道。
然後於漫畫原作設定中，由エリカ委託父親來製作；動畫版的設定則是改成由爺爺大人製造。
- 冒牌山崎二號（ニセヤマザキ2）

即將要報廢的冒牌山崎翻修品。有追加了可以變形的機能與通便機能。
由於自己即將要被淘汰而憤慨，然後於山崎的反擊下阻止了便秘的機能。
- 冒牌山崎三號（ニセヤマザキ3）

完全排除了自我思考機能，成為在頭部設置駕駛座的型態。
搭乘時必須要縮小才能進入，動力為家用跑步機型態的自力發電。
- 冒牌山崎四號（ニセヤマザキ4）

從三號改變外型後的酷帥型號。
- 冒牌山崎Z（ニセヤマザキZ）

巨大化的冒牌山崎，用"Z"字來表示，然後臉也成為如無敵鐵金剛一般的模樣，動力為兩顆乾電池。
- 椅子外型冒牌山崎（椅子型ニセヤマザキ）

山崎利用教室所改造成的最終型態，為了要破壞教室的椅子就請了爺爺大人做了改造。在椅背的部分因為殘留著臉，可能會導致坐起來不舒服。
其他的如板擦、削鉛筆機、直笛等各式各樣的型態都能產生變化。

#### 其他
- 小克

用爺爺大人發明的「念力黏土」所製作的會移動的黏土恐龍。
因為是使用黏土來製造的，在過去為黏稠的型態，所以可以變形為城堡或者計程車，但是夏日的酷熱為其致命弱點。
經常流鼻水的面孔為其特徵（但可以吃如冰淇淋那樣的食物），除了會發出「フバ〜」的聲音外不會說話。
名字的來源為日文外來語的「黏土（クレイ）」。

### 冠學園小學校
- 下部拓也（下部拓也（しもべ たくや））

配音：柏倉勉（日本）；梁偉德（香港）
山崎班上身為班長的同學。
外貌為整齊端正的模範生，因為同時身為一般的常識人，所以多少也有沒看穿山崎的變裝或者有的事情。和擔任副班長的小妃為班對。
當向山崎吐槽時經常會從頭部拿出眼球、閃光鐵槌等等的東西來使用。
家人有父母與祖母外加一隻愛犬寵物。
名字的來源為日文的「僕人（僕→しもべ）」。
- 姬野妃（姫野きさき（ひめの きさき））

配音：野上尤加奈（日本）；黃麗芳（香港）
山崎班上身為副班長的同學。
與身為班長的拓也談戀愛，經常稱呼他為「小拓」。由於家裡是有錢人家，經常會有親戚一次性的把包裝華麗的禮物給大量塞入一箱子的情形。
興趣是裁縫針織，為SMAP的木村拓哉的粉絲，在動畫中則改成了一時性的粉絲設定。曾一度跟山崎相處的一段時間內比拓也還要好，此外也在意自己的貧乳，只要一有人針對於此性騷擾的話就會失去本來的理智。
名字的來源為日文的「王妃」。
- 豬田光（ブタ田ヒカル（ブタだ ヒカル））

配音：阪口大助（日本）；林丹鳳（香港）
港譯豚田光。
在本作漫畫中以胡亂狂言的身分演出；然後於動畫中以旁白的身分登場。
山崎的同班同學，為傻瓜型角色。鼻子的外型跟豬鼻子很相似，而且相當大。語末助詞為「ブヒ」，貪吃鬼、在吃東西的時候會想去上廁所。
全家人均為一樣的臉孔，有年紀尚小的兄弟。然後父親是出了名的害怕妻子，因為該個性的關係又經常被兒子光給強迫寫學校作業，所以階級是在家中最底層的。因為如此當神秘的流星力量把自己跟山崎調換過來之時把從墳墓王國歸來，然後已經恢復過來的山崎給拒絕交換過來。
- 阿超

配音：麻績村まゆ子（日本）；黃鳳英（香港）
港譯阿秋。
動畫原創角色。被爺爺大人發明的「傳送機」的影響，從異次元世界來的生物。
外觀看似是兔子，不過會發出「チャウ」的叫聲。多數的時候會與姬野妃一起出現，後來跟噗助成為朋友，經常會在山崎意圖做出傻事的時候衝出來吃掉他。
在漫畫中沒有台詞，偶而會以背景的方式登場。
- 乳母川梅梅子（乳母川メメ子（うばがわ メメこ））

配音：水谷優子（日本）；袁淑珍（香港）
港譯乳母川目目子。
山崎的班導師。
外觀猶如一名盲人，戴上圓形眼鏡、個子小且多愁善感的女性。一開始連載時設定名字是「老師」，沒有設定本名。
既使是罹患流行性感冒也會去學校上班，對自己的職業很盡責，非常關心學生。只要一拿下眼鏡外觀就是八頭身美人，然後言語之間會有暴力的傾向，在眼鏡拿下來的期間幾乎沒有留下關於此的記憶。
名字的由來是「保母」。
- 校長

配音：源家祥（香港）
- 苦院繪理香（苦院エリカ（くいん エリカ））

能與姬野妃的老家匹敵的超巨大企業「Queen商業」的千金大小姐。動畫版未登場。
與山崎經由書信認識之後就向他做出結婚的請求，由於其容貌和外觀非常難看的關係，所以就被山崎強烈地討厭。
口頭禪是「おけけ」，一旦生氣就會一邊大喊「繪理香衝擊！」然後拉出鼻毛、高興的時候也會把鼻毛拉出來。
有靈感，曾經撞見過山崎靈魂出鞘的模樣。
名字的由來是「女王」。
- 紈田進之介（はかまだ進之介（はかまだ しんのすけ））

配音：東沙織（日本）
轉學至山崎班上、留著髮髻的少年。
家中為0.2萬石的望族接班人。秘密地進行利用冠学園達成征服天下的計畫，有配帶武士刀，但實際上是鞋帶。
懂得基本的正確禮儀，不過也有自我任性的時候，其不按牌理出牌的說話與的等級與山崎相當。一生氣之後不知為何被後來的海嘯給包圍並沖走，率領由海中生物組成的「黑鹽軍團（クロシオ軍団）」來向山崎率領的渡邊軍團對抗。
- 山隴

轉學至6年3班的YAMADAKI王國繼承人。與山崎長相神似，不過頭上的三根尖頭為圓形的。
「這傢伙（臉）感覺很噁心。」拓也如此說。
家中是西洋墓園的風格，且家人們長相都差不多，不知為何只有他（セスナちゃん）是唯一的超級美人。
之後沒有再登場過，漫畫完結篇混入了6年3班的全體學生當中。
- 棒唬

配音：宇垣秀成（日本）；郭志權（香港）
個子巨大、看似是科學怪人的怪物模樣且頭上有縫合痕跡的少年，為哆啦A夢的剛田武（胖虎）的惡搞。
名字的由來為"Jumbo"。
家裡有飼養一隻名叫「春雄」的兇惡大型犬，常常會發生把山崎的三根尖頭給刺進火腿然後使其吃下去的殘忍行為。有一名妹妹，與本人不同還是個嬰兒，以臉上掛著如化妝風格的口水為特徵，愛犬還其他嬰兒經常因此搞錯。
- 鈴木大熊（鈴木のべ太（すずき のべた））

配音：袁淑珍（香港）
弱氣的眼鏡少年。為哆啦A夢的野比大雄的惡搞。
經常被棒唬給欺負，時常搞錯姓名，且「大熊」這個名字似乎不是本名。

### 其他
- 金子大叔（金子のおっさん）

配音：永野廣一（日本）；陳欣（香港）
在冠町內許多的小孩子都對此恐懼的中年男子，時常戴著兩片式假髮。口頭禪為「 - なのね」，當一登場的時候會發出「ちょめー」的音效。
似乎用跟蟲子交朋友這種方式來過生活，曾對著來到他家取走棒球的山崎悲痛哀求著「比起把棒球還給我，不如跟我交朋友一起玩吧！」，在終於答應一起玩的時候即使是山崎也照樣變得頭昏眼花且興致全失。
有許多長相與本人完全一樣的家人們，稱呼山崎為「阿山」。當然在山崎鬱悶且跟家人吵了一架的時候忽然想起他，當冠町的居民們消失的時候曾說出「就算是大叔但我想跟他見面！」的發言，表現出不怎麼討厭的樣子。
- 阿樫

配音：伊崎壽克（日本）；陳欣（香港）
為作者本人的串場。經常以路人的身分混入背景當中。太太阿蘭亦在動畫登場（配音：雷碧娜（香港））。
港譯「阿智」
- 冠機器人號（冠ロボ一号（アニメではヤマガイガーX））

山崎一行人就學的學校所改造的形體。
由於山崎覺得上下學非常麻煩的關係，在「那麼讓學校從自家家中走過來就好了」的想法下所製作出來。
基本構造為兩隻手臂從校舍兩端生出來，下面是可以用雙腳走路的下半身。曾因為腳踩到香蕉皮滑倒壓住了山崎，當然也幾乎搞亂了其他上學途中的學生們。
動畫版有加入人工智慧，除了會說「學~校~」之外幾乎不說話，感情豐富、會編一些笑話。
- 小山

配音：山寺宏一（日本）
動畫版登場人物。為聲優山寺宏一本人，外型為有時會戴上小眼鏡、茶色且捲捲頭的日本人，問候語是「你~早~」。
- 雷蒙德（レイモンド）

配音：雷蒙德·強森（日本）
動畫版登場，為舞者雷蒙德·強森本人。
戴著紅色帽子、條紋T恤、藍色褲子和配戴黃色鋼筆且總是跳舞的外國人。
他的問候語跟小山一樣也是「你~早~」，偶而會與小山同時一起登場，然後也同樣是負責漫畫家「克莉絲汀·山崎」的編輯長。

## 關連項目
- 可樂小子
- 抓狂一族

## 外部連結
- 学級王ヤマザキ（页面存档备份，存于）

| 翡翠台 星期二至六 01:35－02:00 及 星期日 01:20－01:45 8月20日、8月27日 01:50－02:15 8月31日、9月1日 01:35－02:30                                                              | 翡翠台 星期二至六 01:35－02:00 及 星期日 01:20－01:45 8月20日、8月27日 01:50－02:15 8月31日、9月1日 01:35－02:30 | 翡翠台 星期二至六 01:35－02:00 及 星期日 01:20－01:45 8月20日、8月27日 01:50－02:15 8月31日、9月1日 01:35－02:30 |
| --- | --- | --- |
| | 扭計小霸王 （2000年7月4日－9月1日）                                                                              | |
| 爆熱時空 （01:10－02:05）（星期六） （2000年5月12日－7月1日）名偵探柯南 （00:15－01:10）（星期一） （1999年9月13日－2000年7月3日）                                            | 冒險鐵男 （00:25－01:20）（星期一） （2000年9月11日－11月6日）                                                   | |
| 翡翠台 星期二 01:35－02:05、星期三 02:30－03:00、星期四 02:35－03:05、 星期五 03:15－03:45、星期六 02:45－03:15 4月6日 03:30－04:00 4月21日 03:40－04:10 5月15日 01:35－03:00 | | |
| 名偵探柯南 重播，海外版第45－67集 （2001年1月30日－3月1日） | 扭計小霸王 重播 （2001年3月2日－5月15日）                                                                        | 冒險鐵男 重播 （2001年5月18日－5月30日）                                                                         |

1. 1 2  （若星期日為本地賽馬日則改為星期一深夜00:05－00:30）
2. ↑  5月18日 02:55－03:25
5月19日 03:40－04:10
5月25日 03:10－03:40